# Pentium D
Pentium D — серія двоядерних процесорів сімейства Pentium 4 компанії Intel.
Розроблено Центром досліджень і розробок Intel у Хайфі (Ізраїль), вперше продемонстровані 25 травня 2005 на весняному форумі для розробників Intel (IDF).
Pentium D має мікроархітектуру NetBurst, як і всі моделі Pentium 4 (літера «D», у назві, розшифровується як Dual — подвійний, і вказує на наявність двох ядер). Pentium D став першим двоядерним процесором архітектури x86-64, призначеним для персональних комп'ютерів, хоча у квітні 2005 року AMD випустила двоядерні процесори серії Opteron, призначені для серверів. Двоядерні процесори інших архітектур існували і раніше, наприклад IBM PowerPC 970MP-(G5).
Насправді, AMD заявила про розробку двоядерних процесорів раніше Intel. Однак, незабаром виявилися проблеми з підвищеним тепловиділенням у процесорів Pentium 4. Це змусило Intel змінити політику, і, щоб першою випустити двоядерні процесори, Intel почала розробку ядра під кодовою назвою Smithfield.

## Smithfield
Процесори були анонсовані 25 травня 2005. Smithfield розроблявся в поспіху (незабаром після виходу процесора Intel це визнала), тому процесори на цьому ядрі вийшли не дуже вдалими. Ядро являє собою два кристала Prescott, розміщених на одній підкладці. Smithfield, як і Прескотт, вироблявся за 90 нм технологією і мав усі недоліки ядра Prescott. Щоб процесор відповідав вимогам TDP 130 Вт, було вирішено обмежити максимальну частоту значенням 3,2 ГГц, а молодша модель мала частоту 2,6 ГГц. Як відомо, архітектура Prescott, зважаючи на наявність довгого конвеєра, дуже залежна від частоти, тому зниження частоти дуже сильно зменшило продуктивність.
Крім того, незважаючи на знижену частоту, наявність двох ядер призводила до дуже великого тепловиділення. А зважаючи на те, що вкрай мало програм використали можливість розподіляти свої функції на кілька потоків, вигоди від використання двох ядер практично не було. По продуктивності останні моделі на ядрі Smithfield значно відставали від останніх моделей на ядрі Prescott. Для установки нових процесорів вимагалося купувати нову материнську плату, так як Smithfield мав інші вимоги до VRM, ніж Prescott. А перші материнські плати для Smithfield працювали тільки з пам'яттю типу DDR2, яка часто була повільніше звичайної DDR. Конкурентні процесори AMD Athlon 64 X2 були позбавлені практично всіх цих недоліків. Все це призвело до того, що процесори Pentium D не мали популярності, на відміну від AMD Athlon 64 X2, навіть попри те, що вони були дешевші процесорів AMD Athlon 64 X2. Smithfield, як і Athlon 64 X2 володіє розділеним кешем L2 (тобто кожне ядро володіє своїм кешем L2), це значно спростило розробку, але трохи зменшує продуктивність процесора, на відміну від загального для обох ядер кешу L3.

## Presler
Ядро Presler вироблялося по 65 нм технології, це дозволило підняти частоту процесорів, правда, максимальний TDP нових процесорів залишався на рівні 130 Вт (так було до виходу ревізії ядра D0, яка дозволила збільшити рівень виходу придатних кристалів. Presler позбавлений підтримки технології Hyper-Threading, підтримує технологію віртуалізації Vanderpool, а також C1E, EIST і ТМ2 (в пізніх моделях на степпінг C1 і D0).
Процесори були анонсовані в другій половині січня 2006 року, хоча в японських магазинах були помічені продажі цих процесорів у перших числах того ж місяця. Серія цих моделей позначалася як 9x0. Спочатку був запланований вихід моделей з номерами 920, 930, 940 і 950. А в квітні 2006 року вийшла модель з номером 960, що працює на частоті 3,6 ГГц. Далі до них додалися дешевші моделі 915 (2,8 ГГц), 925 (3,0 ГГц), 935 (3,2 ГГц) і 945 (3,4 ГГц), які позбавлені підтримки Вандерпул.
Процесор на ядрі Presler став останнім в лінійці Pentium D. Наступним процесором, побудованим на ядрі Conroe і на даний момент є однією з найпопулярніших в середньому ціновому сегменті модифікацією, став Intel Core 2 Duo.
У 2007 році лінійка Pentium D повністю знята з виробництва, що викликано відмовою від мікроархітектури Intel NetBurst.